# Gladiolus uysiae
Gladiolus uysiae är en irisväxtart som beskrevs av Harriet Margaret Louisa Bolus och Gwendoline Joyce Lewis. Gladiolus uysiae ingår i släktet sabelliljor, och familjen irisväxter. Inga underarter finns listade i Catalogue of Life.